# 鉄人化ホールディングス
株式会社鉄人化ホールディングス（てつじんかホールディングス、英: TETSUJIN Holdings,Inc.）は、東京都目黒区に本社を置き、カラオケボックス「カラオケの鉄人」や飲食店などを経営する企業。東京証券取引所スタンダード市場上場。
主力業態としてカラオケボックス「カラオケの鉄人」を、東京都・神奈川県を中心に千葉県の一部にも出店している。略称は「カラ鉄」で、店舗ロゴでは「KARATEZ」と綴っている。「駅近でカラオケを」をキャッチフレーズとし、1号店の溝の口店以来、駅前や駅近くに出店するレールサイド戦略を採っている。
そのほか、2019年以降は積極的な事業買収により外食事業、ネイルサロン、結婚式場などの事業を拡大し、カラオケ事業以外では関西圏・中京圏への進出を果たした。

## 概要

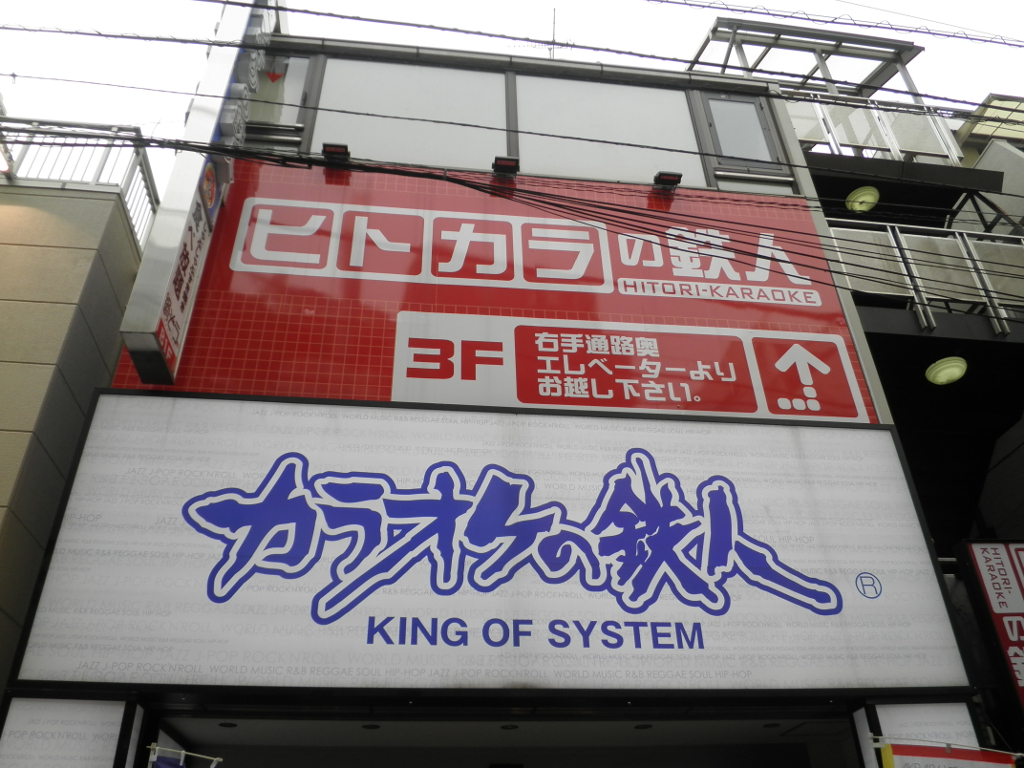
「カラオケの鉄人」下北沢店
上層階に「ヒトカラの鉄人」があった

創業者の日野洋一は1967年（昭和42年）生、北海道大学法学部卒。バブル崩壊後の1996年に日本長期信用銀行（長銀）を退職し、愛媛県の実家の会社勤務を経て上京し起業した。実家の日野家は日野喜助が築いたパチンコチェーンの一族。ネットプライス元社長の佐藤輝英はいとこ。
1999年にカラオケ店等の運営を目的として、東京都目黒区中根で株式会社鉄人化計画を設立。2000年に溝の口駅・武蔵溝ノ口駅前（神奈川県川崎市高津区溝口1丁目9-5）に「カラオケの鉄人」1号店となる溝の口店を出店した。翌2001年には本社を渋谷区桜丘町へ移転している。
2002年8月には、独自のカラオケ統合システム「鉄人システム」を開発して「カラオケの鉄人」に導入した。2004年には本社を再び目黒区中目黒へ移転、同年7月には東証マザーズに株式上場した。
また他社と比較して早い時期からアニメ、ゲーム、声優といったサブカルチャーとのコラボイベントを頻繁に行っていたのも特徴である。
日野洋一は2011年に資産管理会社ファースト・パシフィック・キャピタル有限会社を設立し、同社が鉄人化計画の筆頭株主となった。日野はアカデミー・オブ・ファースト・パシフィック代表、シルバーバックス・プリンシパル代表、日本遊技関連事業協会理事などを務める。
経営面では、旧経営陣が本業のカラオケボックス事業よりも新規事業であったT・Rプロジェクト（レコチョクとの共同事業）に偏重したため財務状況が悪化し、これらの要因により2017年8月期で純資産が約16億円から約1,700万円に大幅に減少していた。2017年8月に開催された臨時株主総会で、創業者の日野による「独断的職務遂行の取締役の解任と当社のための当社生え抜きの社員による経営への回帰」の動議により、当時の代表取締役社長であった堀健一郎と取締役4名の旧経営陣を解任し、代わって岡﨑太輔を社長に就任させた。
翌2018年8月期第1四半期と第2四半期は、純資産において債務超過状態となっており、財務状況を立て直すため、2018年5月8日にファースト・パシフィック・キャピタル、エクシング、第一興商の3社に対して第三者割当増資を実施した。これにより、エクシングと第一興商が第2位株主となった。
その後はカラオケ以外の業態への多角化を図り、飲食店、ブライダル、美容業界などに事業を拡大してゆく。2019年にはキュレーションサイト買収によりウェブメディア事業を強化するとともに、大阪・難波の結婚式場「8G HORIE RiverTerrace Wedding」買収により関西進出、まつ毛エクステ・ネイルサロン「Rich to」事業譲受により中京圏へ進出し、首都圏以外へ営業拠点を拡大した。2020年に入っても外食事業の拡大は続き、京都市の外食企業ゴリップの旗艦ブランド「牛かつ京都勝牛」のFC店をヨドバシカメラマルチメディア横浜内にオープン。首都圏で店舗展開するラーメン店「直久」の事業を譲受するなどしている。
2020年8月期は、新型コロナウイルス感染症の影響などにより15億8,000万円の最終赤字となり、売上高は55億3200万円（前年比22.8%減）、営業利益は8億1500万円の赤字（前年2億300万円の黒字）、当期純利益は15億8,000万円（前年1億6,800万円の黒字）となった。

### 鉄人システム
同社では自社で独自開発したカラオケ統合システム「鉄人システム」を2002年8月より店舗に導入している。2005年には中小規模の店舗に対応した「ミニ鉄人システム」を開発して「カラオケの鉄人」飯田橋神楽坂店（東京都新宿区）に導入すると同時に「鉄人システム」専用のカラー液晶タッチパネル式リモコン「カラ鉄NAVI」を開発・導入した。「鉄人システム」の共同開発・製造は子会社の株式会社システムプランベネックス（2015年に吸収合併）が手がけた。
これにより、一つのルームでDAM（BB cyber/Premier/LIVE）・JOYSOUND（Hyper Joy WAVE/CROSSO/f1）・UGA（next）の3機種のカラオケが楽しめることを売りにしている。これに加えて「カラ鉄オリジナル」と称する独自音源にも対応する。一時期は韓国の金永製の通信カラオケ「KMS-A100」に対応していたこともある。
類似のカラオケ統合システムとしてパセラなどが使用するΣsystemがあるが、「鉄人システム」では複数の機種に同じ曲が収録されている場合にも、機種ごとに別の曲コードが振られているため、機種を指定して曲を選ぶことができるのが大きな違いである（Σsystemの場合は曲によって機種があらかじめ固定されている）。なお動作原理はΣsystemとほぼ同様のため、混雑時などは予約した曲順が前後したり、予約曲再生に待ちが生じる場合がある。
2018年より、室内にLIVE DAMの筐体を設置した「LIVE DAMルーム」を導入開始。同年3月には「LIVE DAM GOLD EDITION」（2012年発売）を渋谷センター街店、飯田橋神楽坂店、大井町店、蒲田店、両国駅前店、竹ノ塚店、溝の口店、船橋店、松戸店、本八幡南口駅前店と、東京都区内・神奈川県・千葉県の10店舗に導入。同年10月にはさらに東京都区内と神奈川県の15店舗に導入した。

### 店舗
「カラオケの鉄人」では東京都区内の鉄道駅付近に集中して出店するドミナント戦略を採っており、店舗の多くが渋谷区・港区・新宿区・豊島区に所在する。また渋谷駅・新橋駅・新宿駅・池袋駅といった都心のターミナル駅に複数店舗を出店しているのも特徴である。こうした都心ターミナル駅周辺へのドミナント出店とレールサイド戦略は、同じく統合カラオケシステムを特徴とするパセラとも共通する。
他社のカラオケボックスに多い郊外型ロードサイド店舗の出店は少なく、郊外店舗もいずれも駅前に位置している。都内でも多摩地域には姉妹店「KARAOKE Y'a（カラオケヤ）高尾店」、漫画喫茶「Asyl Esse（アジールエッセ）高尾店」を含めて八王子市に3店舗しか出店していない。かつてはJR町田駅前などにも店舗があった。また聖蹟桜ヶ丘店のように閉店後、ビッグエコーが居抜き出店した店舗もある。
神奈川県の店舗も川崎市・横浜市に集中しており、それ以外は不採算店舗の整理で閉店し、中央林間店（大和市）のみが残っている。2020年2月10日には、新店舗として秋葉原昭和通り店がオープンした。
千葉県にもわずかに出店しているが、松戸駅前に隣接して2店舗あった店舗は2020年にいずれも閉店し（松戸店は9月27日、松戸アネックス店は10月22日閉店）、松戸市から撤退した。松戸アネックス店は前年の2019年3月19日にオープンした同社初の飲食店コラボ店舗で、店内で「赤から」のメニューが注文できるというコンセプトであったが、同じビルの上階に飲食物持ち込み自由が売りの格安カラオケ店「まねきねこ」があった上、2019年末からの新型コロナウイルス感染症流行の影響でカラオケ・飲食店がともにダメージを受けた影響が大きく、早々の撤退となった。これにより、千葉県内の店舗は船橋店と本八幡南口駅前店の2店のみとなった。
かつては埼玉県にも出店しており、大宮店（さいたま市）や志木店（新座市）などがあったが、郊外店舗を中心とした不採算店舗の整理によりいずれも閉店し、埼玉県からは撤退している。

#### ヒトカラの鉄人
2012年9月から、「カラオケの鉄人」下北沢店（下北沢駅南口商店街）に併設する形でヒトカラ専門店「ヒトカラの鉄人」を運営していた。個室にミキサーやコンデンサーマイクを備え付け、ヘッドホンを接続して利用するという他社のヒトカラ専門店に類似した方式であった。
「ヒトカラの鉄人」でも、単独機種（LIVE DAM、JOYSOUND f1）設置ルーム以外に「鉄人システム」に接続され複数機種に対応していたルームも存在した。また「ヒトカラ」はエクシングの登録商標であるため、店内の随所にその旨が明記されていた。ワンカラなど他社の専門店は「ヒトカラ」の商標使用料回避のために各々異なる名前を使用している。
「ヒトカラの鉄人」業態は下北沢店のみであったが、2018年3月31日をもって閉店した。その後も「カラオケの鉄人」下北沢店は営業を続けていたが、2021年1月10日をもって閉店した。

## 沿革
- 1999年（平成11年）12月14日 - 東京都目黒区中根1丁目3番4号に株式会社鉄人化計画を設立（資本金10,000千円）[広報 8]。
- 2000年（平成12年）
  - 4月 - 川崎市高津区に「カラオケの鉄人」1号店となる溝の口店をオープン[広報 8]。
  - 9月 - 有限会社東京日の丸（現：トリックスターズ・アレア有限会社）のカラオケルーム運営業務の受託を開始[広報 8]。
- 2001年3月 - 東京都渋谷区桜丘町3番16号 NIKIビルへ本社を移転[広報 8]。
- 2002年（平成14年）
  - 1月 - 東京日の丸のカラオケルーム運営業務受託を終了、受託店舗の一部「カラオケの鉄人」4店舗、「カラオケ屋」3店舗を直営化[広報 8]。
  - 1月 - ビリヤード・ダーツ遊技場「サンビリ」、複合カフェ「まんが帝国」ブランドによる店舗展開を開始[広報 8]。
  - 8月 - 「鉄人システム」開発[広報 8]。
- 2004年（平成16年）
  - 4月 - 東京都目黒区中目黒2丁目6番20号へ本社を移転[広報 8]。
  - 7月 - 東証マザーズ上場[広報 8]
- 2005年（平成17年）
  - 2月 - 東京都八王子市（高尾駅前）に[要出典]複合カフェ「Asyl（現AsylEsse）」1号店をオープン[広報 8]
  - 9月 - 「鉄人システム」の共同開発元・製造元である[要出典]株式会社システムプランベネックスを完全子会社化[広報 8]。
  - 11月 - カラオケ・着メロ向けMIDIデータを制作する[要出典]株式会社エクセルシアを完全子会社化[広報 8]。
  - 11月 - 中小店舗向けの「ミニ鉄人システム」と[広報 8]、鉄人システム用のカラー液晶タッチパネル式リモコン「カラ鉄NAVI」を開発。[要出典]
- 2006年（平成18年）3月 - フルサービス型珈琲店「からふね屋珈琲店」を展開するからふね屋珈琲株式会社[広報 8]、複合カフェ事業を展開する[要出典]株式会社クリエイト・ユーをそれぞれ完全子会社化[広報 8]。
- 2008年（平成20年）6月 - 会社分割により、自社の複合カフェ事業を株式会社クリエイト・ユーに譲渡[広報 8]
- 2009年（平成21年）11月 - 子会社の株式会社システムプランベネックスが株式会社エクセルシア及び株式会社クリエイト・ユーを合併[広報 8]
- 2010年（平成22年）
  - 10月 - 自社の会員システムとモバイルサイトを運営する[要出典]株式会社アイディア・ラボを完全子会社化[広報 8]
  - 11月 - 台湾に完全子会社鐵人化計画股份有限公司を設立[広報 8]
- 2011年（平成23年）
  - 3月 - 完全子会社の株式会社アイディア・ラボを吸収合併[広報 8]。
  - 8月 - 社長の日野が経営する資産管理会社ファースト・パシフィック・キャピタルが筆頭株主となる[3]。
  - 10月28日 - AKIBAカルチャーズZONEに期間限定で「グッドスマイル&カラオケの鉄人 まどか☆マギカCafe」がオープン（2012年3月上旬まで）[10][出典無効]
  - 12月 - 東京都目黒区八雲1丁目4番6号へ本社を移転[広報 8]。
  - 10月28日 - グッドスマイルカンパニーとの共同運営となるカフェ「GOOD SMILE cafe×カラオケの鉄人」を開店。[要出典]
- 2012年（平成24年）
  - 2012年3月8日 - AKIBAカルチャーズZONEに期間限定で初音ミクとのコラボカフェ「プロジェクトミライカフェ」オープン（同年5月31日まで）[11][出典無効]
  - 5月31日 - グッドスマイルカフェ松戸店が閉店。[12][出典無効]
  - 9月 - カラオケの鉄人下北沢店の上にヒトカラ専門店「ヒトカラの鉄人」をオープン。
  - 12月 - 米国グアムに完全子会社TETSUJIN USA Inc.を設立
- 2013年（平成25年） - 創業者日野が会長に退き、エイベックス、セガサミー出身の堀健一郎が社長就任、メジャーレーベルの原盤楽曲・映像の配信やアーティストのプロモーションなど事業の多角化を図る[6]。
- 2014年（平成26年）
  - 3月 - 完全子会社株式会社パレードを設立（2015年3月解散）[要出典]
  - 3月30日 - 「GOOD SMILE cafe×カラオケの鉄人」の新業態（アニメイトカフェ）移行に伴い、カフェ運営から撤退。[要出典]
  - 6月22日 - カラオケの鉄人環七西新井店が閉店[広報 25]。
  - 6月25日 - カラオケの鉄人志木店が閉店[広報 26]。
  - 7月27日 - カラオケの鉄人駒沢店が閉店[広報 27]。
  - 10月 - 会長の日野が辞任[6]。
  - 11月30日 - カラオケの鉄人荻窪店が閉店[広報 28]
- 2015年（平成27年）
  - 1月1日 - 東証二部に上場市場変更[広報 8]。
  - 1月12日 - カラオケの鉄人五反田店を閉店[広報 29]。
  - 4月 - 東京都目黒区東山3丁目8番1号[広報 8] 東急池尻大橋ビル2階[要出典]へ本社を移転[広報 8]。
  - 7月1日 - 完全子会社の株式会社システムプランベネックスを吸収合併[広報 8]
  - 8月 - 完全子会社のからふね屋珈琲株式会社を[広報 8]ジェイアール西日本フードサービスネットに[要出典]譲渡[広報 8]。
- 2016年（平成28年） - 10年ぶりの最終赤字となる。
  - 12月9日 - カラオケの鉄人池袋東口サンシャイン通り店が開店[13][出典無効]。
- 2017年（平成29年）
  - 4月8日 - カラオケの鉄人行徳店が閉店[広報 30]。
  - 8月 - 創業者の日野により、社長の堀健一郎と取締役4名が更迭され、岡﨑太輔が社長就任[6]。
- 2018年（平成30年）
  - 1月8日 - カラオケの鉄人大泉学園店が閉店[広報 31]。
  - 1月28日 - カラオケの鉄人聖蹟桜ヶ丘店が閉店[広報 32][出典無効]（現：ビックエコー聖蹟桜ヶ丘駅前店）。
  - 1月30日 - カラオケの鉄人巣鴨店が閉店[広報 33]。
  - 3月31日 - カラオケの鉄人池袋東口2号店が閉店[広報 34]。
  - 4月22日 - カラオケの鉄人大宮店が閉店[広報 35]。
  - 5月8日 - ファースト・パシフィック・キャピタル、エクシング、第一興商の3社に対して第三者割当増資を実施。
  - 7月25日 - カラオケの鉄人東陽町店が開店[14][出典無効]
  - 7月16日 - カラオケの鉄人町田店が閉店[広報 36][15][出典無効]。
  - 8月 - AbemaTV×カラオケの鉄人×週刊少年サンデーによる合同オーディション「極アツ★アイドル2018」を開催[16]。
  - 8月19日 - カラオケの鉄人茅ヶ崎店[広報 37]、Asyl Esse（アジールエッセ）茅ヶ崎店[広報 38]が閉店[17][出典無効]。
  - 8月21日 - カラオケの鉄人新小岩店が閉店[18][出典無効]。
  - 8月31日 - 「ヒトカラの鉄人」が閉店。[要出典]
  - 12月21日 - カラオケの鉄人五反田西口店が開店[19][出典無効]。
- 2019年（令和元年）
  - 6月 - 大阪難波の結婚式場「8G HORIE River Terrace Wedding」買収[3]
  - 12月 - 中京圏で店舗展開するまつ毛エクステ・ネイルサロン「Rich to」事業譲受[3]
- 2020年（令和2年）
  - 1月 - 外食企業ゴリップ（京都府京都市）の旗艦ブランド「牛かつ京都勝牛」のFC店を横浜市のヨドバシカメラ内にオープン[3]
  - 4月 - 首都圏で店舗展開するラーメン「直久」事業譲受[3]
  - 8月30日 - カラオケの鉄人鶴見店が閉店[広報 39][広報 40]。
  - 9月27日 - カラオケの鉄人藤沢店が閉店[広報 41]。
  - 12月31日 - カラオケの鉄人浜松町大門駅前店が閉店[広報 42]。
- 2021年（令和3年）
  - 1月10日 - カラオケの鉄人下北沢店が閉店[広報 43]。
  - 1月11日 - カラオケの鉄人東陽町店が閉店[広報 44]。
- 2024年（令和6年）
  - 2月1日 - 持株会社体制に移行し、「株式会社鉄人化ホールディングス」に商号変更[広報 45]。

#### 広報資料・プレスリリースなど一次資料
1. ↑  組織図 - 株式会社鉄人化計画
2. 1 2 3 4 5 6  会社概要 株式会社鉄人化計画、2022年4月24日閲覧。
3. 1 2 3 4 5  株式会社鉄人化計画『第25期（2022年9月1日 - 2023年8月31日）有価証券報告書』（レポート）2023年11月30日。
4. ↑  株式会社鉄人化ホールディングス 定款 第1章第1条
5. 1 2 3 4 5 6 7 8 9  カラオケの鉄人 店舗一覧 株式会社鉄人化計画、2021年5月3日閲覧。
6. ↑  会社沿革 株式会社鉄人化計画、2021年5月3日閲覧。
7. ↑  事業所一覧 株式会社鉄人化計画、2021年5月3日閲覧。
8. 1 2 3 4 5 6 7 8 9 10 11 12 13 14 15 16 17 18 19 20 21 22 23 24 25 26 27 28 29 30 31 32  『鉄人化計画 第24期有価証券報告書』 商業界、2022年11月29日。pp4
9. ↑  企業概要 シルバーバックス・プリンシパル
10. ↑  平成29年8月期決算短信鉄人化計画 2017年10月16日
11. ↑  平成30年8月期 第1四半期決算短信〔日本基準〕(連結)鉄人化計画 2018年1月15日
12. ↑  平成30年8月期 第2四半期決算短信〔日本基準〕(連結鉄人化計画 2018年4月16日
13. ↑  第三者割当による新株式発行に関するお知らせ鉄人化計画 2018年4月16日
14. ↑  第三者割当増資の新株式発行の払込完了に関するお知らせ鉄人化計画 2018年5月8日
15. ↑  kara_tetsuのツイート（973421642977181696 ）
16. ↑  kara_tetsuのツイート（1047076084167135233 ）
17. ↑  お店を探す カラオケ&パーティー パセラ、2021年5月3日閲覧。
18. ↑  KARAOKE Y'a 高尾店（カラオケの鉄人 姉妹店） 株式会社鉄人化計画、2021年5月3日閲覧。
19. ↑  高尾のインターネットカフェ・マンガ喫茶のアジールエッセ（Asyl Esse） 株式会社鉄人化計画、2021年5月3日閲覧。
20. ↑  カラオケ ビッグエコー 聖蹟桜ヶ丘駅前店 第一興商
21. ↑  カラオケの鉄人 秋葉原昭和通り店 株式会社鉄人化計画、2021年5月3日閲覧。
22. ↑  カラオケの鉄人 松戸店 株式会社鉄人化計画、2021年5月3日閲覧。
23. ↑  カラオケの鉄人 松戸アネックス店 株式会社鉄人化計画、2021年5月3日閲覧。
24. ↑  ヒトカラの鉄人 下北沢店 (@hitotetsu_shimo) - X（旧Twitter）
25. ↑  kara_tetsuのツイート（480883898595807233）
26. ↑  kara_tetsuのツイート（481667922432376832）
27. ↑  kara_tetsuのツイート（488531717477896192）
28. ↑  kara_tetsuのツイート（537438690638045184）
29. ↑  kara_tetsuのツイート（552053363085705216）
30. ↑  kara_tetsuのツイート（849107058125176832）
31. ↑  kara_tetsuのツイート（948862911081938944）
32. ↑  【閉店】カラオケの鉄人 聖蹟桜ヶ丘店 開店閉店.com、2018年1月24日
33. ↑  kara_tetsuのツイート（955774796477812736）
34. ↑  kara_tetsuのツイート（978939528068063233）
35. ↑  kara_tetsuのツイート（985809655988301824）
36. ↑  kara_tetsuのツイート（1015148210732482560）
37. ↑  kara_tetsuのツイート（1026753586770804736）
38. ↑  アジールエッセ茅ヶ崎店 (@asylesse_chiga) - X（旧Twitter）
39. ↑  kara_tetsuのツイート（1297792340451459072）
40. ↑  カラオケの鉄人　鶴見店 (@karatetsu_tsuru) - X（旧Twitter）
41. ↑  kara_tetsuのツイート（1309414171465797637）
42. ↑  kara_tetsuのツイート（1342395535064354816）
43. ↑  kara_tetsuのツイート（1342399319790419970）
44. ↑  kara_tetsuのツイート（1342403712682102785）
45. ↑  “商号の変更及び定款の一部変更に関するお知らせ” (PDF).   株式会社鉄人化計画 (2023年10月31日). 2024年2月11日閲覧。